# Arthroschista
Arthroschista är ett släkte av fjärilar. Arthroschista ingår i familjen Crambidae.
Kladogram enligt Catalogue of Life:
| Arthroschista | \| \| Arthroschista aquosalis \| \| \| \| \| \| Arthroschista hilaralis \| \| \| \| \| \| Arthroschista tricoloralis \| \| \| \| |
|               | \| \| Arthroschista aquosalis \| \| \| \| \| \| Arthroschista hilaralis \| \| \| \| \| \| Arthroschista tricoloralis \| \| \| \| |
|               | Arthroschista aquosalis |
|               | |
|               | Arthroschista hilaralis |
|               | |
|               | Arthroschista tricoloralis |
|               | |